# Нећу да се предам (албум)
Нећу да се предам је трећи албум српске реп и рок групе Саншајн (енгл. Sunshine), који је издат 1998. године. На албуму се налази 15 песама и изашао је на касети и ЦД издању у продукцији Метрополис Рекордса.

## Песме
На албуму се налазе следеће песме: